# Brian O’Shea
Brian O’Shea (* 9. Dezember 1944 in Waterford) ist ein irischer Politiker der Irish Labour Party. Er war von 1987 bis 1989 Mitglied des Seanad Éireann und von 1989 bis 2011 Mitglied (Teachta Dála) im Dáil Éireann. 

## Leben
O’Shea wuchs in Waterford auf und machte seinen Abschluss am St. Patrick’s College in Dublin. Er arbeitete als Grundschullehrer. Seine Versuche, 1982 und 1987 in den Dáil Éireann einzuziehen, blieben erfolglos. 1985 wurde er in den Waterford City Council gewählt. 1987 wurde O’Shea über die Wirtschaftsliste in den Seanad gewählt. Bei den Wahlen zum Dáil Éireann 1989 trat er für den Wahlkreis Waterford an und erlangte den zweiten Sitz im Wahlkreis. Seinen Sitz im Dáil Éireann konnte er bis 2011 verteidigen.
In der Regierung Reynolds II wurde er am 13. Januar 1993 zum Staatsminister im Landwirtschaftsministerium für Lebensmittel und Gartenbau ernannt. Mit dem Rücktritt aller Amtsinhaber der Irish Labour Party am 17. November 1994 verließ auch O’Shea seinen Posten. In der nachfolgenden Regierung Bruton wurde er am 20. Dezember 1994 zum Staatsminister im Gesundheitsministerium mit dem Aufgabenbereich öffentliche Gesundheitsfürsorge und -förderung, Lebensmittelsicherheit sowie Teilhabe geistiger Behinderung ernannt. In diesem Amt verblieb er bis zum Ende der Legislaturperiode.
Als Parlamentarier war er Sprecher seiner Partei für unterschiedliche Themenkreise. 2011 zog er sich aus der Politik gänzlich zurück.